# Девлетагач
 Тази статия е за селото в Украйна.  За селото в Турция вижте Девлетиагач.  
Девлетагач или Делен (на украински: Деле́нь; на руски: Делены) е село в Южна Украйна, Одеска област, Болградски район. Заема площ от 2,83 км2. Преобладаваща част от жителите са бесарабски българи.

## География
Селото се намира в историческата област Буджак (Южна Бесарабия). Разположено е край река Алияга, на 25 километра югозападно от Арциз

## История
През 1830 година в бившето татарско село се заселват български колонисти в Бесарабия от лозенградското село Девлетагач и от други селища в Източна Тракия, общо 131 семейства (800 души).

## Население
Населението на селото според преброяването през 2001 г. е 2606 души.

### Езици
Численост и дял на населението по роден език, според преброяването на населението през 2001 г.:
| Роден език | Численост | Дял (в %) |
| Общо       | 2606      | 100.00    |
| Български  | 2402      | 92.17     |
| Украински  | 96        | 3.68      |
| Руски      | 79        | 3.03      |
| Молдовски  | 16        | 0.61      |
| Гагаузки   | 9         | 0.34      |
| Други      | 4         | 0.15      |